# Ololygon peixotoi
Ololygon peixotoi (Synonym: Scinax peixotoi) ist ein neotropischer Frosch, der zur Familie der Laubfrösche gehört. Sein Artname ehrt den Herpetologen Oswaldo L. Peixoto, der als Erster erkannte, dass es sich bei diesem Frosch um eine eigenständige Art handelte.
Nach Brasileiro et al. (2007) wurde die Art, solange sie zur Gattung Scinax gezählt wurde, der Scinax-perpusillus-Artengruppe und somit der Scinax-catharinae-Klade nach Faivovich et al. (2005) zugeordnet. Diese Klade wurde im Jahr 2016 zusammen mit der Scinax-catharinae-Artengruppe zu der eigenständigen Gattung Ololygon erhoben. Die Entscheidung wurde diskutiert, und für kurze Zeit rückgängig gemacht. Im Jahr 2023 wurde nach ausführlichen molekulargenetischen und morphologischen Untersuchungen die Gattung Ololygon wiedererrichtet.

## Beschreibung
Ololygon peixotoi ist im Vergleich zu anderen Vertretern der Ololygon perpusilla-Artengruppe von mittlerer Größe. Die Männchen erreichen eine Kopf-Rumpf-Länge (KRL) von 18,8 bis 20,7 mm, die etwas größeren Weibchen von 22,4 bis 25,1 mm. Die Schnauze steht bei lateraler Ansicht hervor und erscheint bei dorsaler Ansicht spitz. Der Kopf ist etwas länger als breit, der Canthus rostralis stark ausgeprägt und die Augen stehen etwas hervor. Die Tibia ist gleich groß oder größer als die KRL. Es finden sich verkümmerte Schwimmhäute zwischen der ersten und zweiten und zwischen der zweiten und dritten Zehe. Die Textur der Rückenhaut ist etwas runzelig. Ein Foto der Art findet sich in der Erstbeschreibung bei Brasileiro et al. (2007).
Ololygon peixotoi unterscheidet sich von den ähnlichen Arten Ololygon alcatraz, Ololygon arduoa, Ololygon atrata, Ololygon littorea, Ololygon melloi, Ololygon perpusilla und Ololygon v-signata nicht nur durch morphologische Unterschiede (v. a. Kopf-Rumpf-Länge, Größe und Form des Kopfes und der Schnauze), sondern auch durch seinen Paarungsruf.

## Verbreitung
Die Art ist ein Endemit der 43 ha großen Insel Queimada Grande, welche 33 km vor der Küste von Itanhaém an der Südküste des Staates São Paulo liegt. Dort findet sich der Knickzehenlaubfrosch in Höhen über 50 m ü. NN.

## Lebensraum und Ökologie
Der größte Teil von Queimada Grande ist noch mit Primärvegetation, der Mata Atlântica bedeckt. Hier findet sich auch der natürliche Lebensraum von Ololygon peixotoi. Brasileiro et al. (2007) besuchten die Insel sechsmal zwischen 2001 und 2005 und konnten nur im Januar 2002 Reproduktion nachweisen. Die Männchen rufen nachts von Blättern terrestrischer Bromelien.

## Gefährdung
Die IUCN listet Ololygon peixotoi als „stark gefährdet“ (Critically Endangered), weil er bisher auf einer Fläche von weniger als 10 ha gefunden wurde, Queimada Grande nur 43 ha klein ist und es wohl nur eine Population gibt.
Die Art scheint auf Queimada Grande relativ selten zu sein und die Bromelien, in denen Individuen gefunden wurden, waren zerstreut verteilt.
Die brasilianische Marine rodete aus Angst vor Unfällen mit der Insel-Lanzenotter Bothrops insularis, einem weiteren Endemiten von Queimada Grande, vor einigen Jahrzehnten Teile des Waldes. Seitdem wurde der Lebensraum von Ololygon peixotoi nicht mehr anthropogen verändert. Die Insel Queimada Grande steht zudem unter Naturschutz und wird als „Área de Relevante Interesse Ecológico“, als Gebiet von besonderem ökologischen Interesse gelistet.